# Guy de Hauteville
Guy de Hauteville (Gui, Guido, Gidus) (n. cca. 1061 – d. 8 iulie 1108) a fost membru al dinastiei normande Hauteville din sudul Italiei.
Guy era cel de al doilea fiu pe care ducele Robert Guiscard de Apulia l-a avut cu cea de a doua sa soție, Sichelgaita. Guy a devenit duce de Amalfi cândva după cucerirea orașului Amalfi din 1073, precum și duce de Sorrento.
Potrivit cronicii Anei Comnena, Guy a luat parte la campania întreprinsă de tatăl său în Balcani, împotriva Bizanțului, în 1084–1085. De asemenea, Ana Comnena consemnează în cronica sa că împăratul Alexios I Comnen i-ar fi oferit lui Guy o alianță matrimonială profitabilă, o funcție înaltă, precum și o mare sumă de bani, însă Guy nu a acceptat această generoasă ofertă pe moment. Acest amănunt este pus la îndoială de către cercetarea modernă, dat fiind că nu există vreo dovadă de infidelitate a lui Guy față de tatăl său.
După ce s-a făcut remarcat în serviciul fratelui său (vitreg) mai mare, Bohemond după moartea lui Guiscard, Guy s-a raliat curții imperiale bizantine. În 1098, Guy s-a deplasat alături de Alexios pentru a sprijini pe cruciații participanți la Prima cruciadă, aflați la asediul Antiohiei. Cu toate acestea, contele Ștefan al II-lea de Blois, care se retrăgea dinspre Antiohia, l-a convins pe împărat să facă cale întoarsă, considerând că înfrângerea cruciaților ar fi fost iminentă, drept pentru care Alexios, amenințat și de apropierea turcilor selgiucizi, s-a retras. Guy a fost singura voce din consiliu care s-a opus acestei măsuri, poate din cauză că Bohemund se afla la acel asediu.
1. 1 2  The Peerage